# Josef Souhrada (Jurist)
Josef Souhrada (* 4. Juni 1955 in Wien) ist ein österreichischer Jurist und Fachautor im Bereich des Sozialrechts und der Rechtsinformatik.

## Leben
Souhrada ist der Sohn von Adolf und Lea Souhrada, geb. Moser. Seine Vorschulzeit verbrachte er in Wien und im Gebiet von Deutschlandsberg. Die Schulausbildung erfolgte in Wien, 1973 legte er die Matura am BRG XII ab. Das Studium der Rechtswissenschaften an der Universität Wien schloss er im Juli 1978 mit der Promotion ab. Nach Gerichtspraxis 1977/78 und Präsenzdienst 1978/79 arbeitete er als Jurist in der allgemeinen Rechtsabteilung des damaligen Hauptverbandes der österreichischen Sozialversicherungsträger, ab 1990 mit dem Diensttitel „Direktor“. Ab 2018 war er im Rahmen der Vorarbeiten für die Errichtung der österreichischen Gesundheitskasse ÖGK beschäftigt. 2020 trat er in den Ruhestand, er ist aber als Gerichtsmitglied (fachkundiger Laienrichter) und Autor für Festschriften und andere Publikationen weiterhin tätig.
Der Familienname stammt aus der tschechischen Sprache, er wird als allgemeine Bezeichnung (Toponym) für einen Weg mit der Bedeutung auf Englisch „Turnpike, Roadway between fences“ gedeutet, was auf Deutsch als beiderseits eingezäunter Viehweg, eine „Trift“, bezeichnet werden kann. Eine andere Quelle verweist auf den deutschen Begriff „Zaun“. Die Familie des Vaters kommt aus dem Gebiet um Pisek im Süden Böhmens. Belege über eine nähere Verwandtschaft mit dem gleichnamigen Priester des 19. Jahrhunderts sind nicht ersichtlich.

## Berufstätigkeit
Der Arbeitsbereich von Josef Souhrada umfasste im Rahmen allgemeiner Rechtsangelegenheiten der Dachorganisation grundsätzliche Themen der Sozialversicherung und ihres Verhältnisses zu anderen Gebieten wie Justiz, Vertragsversicherung, Wissenschaft usw. Das betraf Datenschutz-, Auskunfts- und Amtshilferecht sowie E-Government, das Organisationsrecht und die Vertretung der Sozialversicherung gegenüber der Aufsichtsbehörde im Sozialministerium, bei der Bearbeitung parlamentarischer Anfragen und auf verfassungsrechtlicher Ebene, z. B. in Verfahren vor dem Verfassungsgerichtshof. Er wirkte dabei an einer Reihe grundlegender organisatorischer Veränderungen mit:
Bei der Einführung des e-card-Systems war er in der Gründungsphase einer der zwei Geschäftsführer der damit beauftragten Tochtergesellschaft des Hauptverbandes, der SVC (vor 2006: SV-ChipBE) und vertrat die datenschutzrechtlichen Lösungen für dieses System. Zu diesen Lösungen gehörte auch die Einbeziehung der e-card als Träger für die ersten Generationen der österreichischen Bürgerkarte und die Anbindung der Sozialversicherung an die e-Government-Organisation der Republik Österreich, z. B. die Verknüpfung der österreichischen Sozialversicherungsnummer mit dem bereichsspezifischen Personenkennzeichen des e-Government. Die Zusammenarbeit mit dem Justizministerium führte zur Neuorganisation der Auskünfte aus Sozialversicherungsdaten an die Gerichte, wo sie wesentliche Grundlage z. B. in Unterhaltsangelegenheiten waren. Er war auf Seiten der Sozialversicherung an der Einführung der elektronisch abgewickelten Registerzählungen beteiligt, welche die vorher abgehaltenen Volkszählungen ersetzten.
Er war Vorstandsmitglied des 2007 gegründeten Vereins „SV-Wissenschaft – Forschung & Lehre der österreichischen Sozialversicherung“, der bis zur Neuorganisation 2020 die wissenschaftliche Bearbeitung von Themen der Sozialversicherung unterstützte. Seine Mitgliedschaft im Kraftfahrbeirat nach dem Kraftfahrgesetz beruhte darauf, dass die Sozialversicherung einer der größten Regressgläubiger für Behandlungskosten in der Krankenversicherung und Rentenleistungen (der Pensionsversicherung) nach Verkehrsunfällen ist.
In der Übergangsphase bei der Einführung des neuen europäischen Datenschutzrechts durch die DSGVO war er Datenschutzbeauftragter des Hauptverbandes der Sozialversicherungsträger, der als gesetzliche Aufgabe die Führung der zentralen Sozialversicherungsdatenbestände wahrzunehmen hatte. Er ist Mitglied des Redaktionskomitees der datenschutzrechtlichen Fachzeitschrift „Datenschutz konkret - dako“.
Zu den Aufgaben seiner Abteilung gehörte die elektronische Dokumentation des Sozialversicherungsrechts, die auf dem um 1972 begonnenen Versuchsprojekten der Bundesregierung zur elektronischen Rechtsdokumentation beruhte. Diese Dokumentation wurde im Internet unter als SozDok in den 1990er-Jahren ausgebaut und umfasste Vorarbeiten für das Rechtsinformationssystem der Republik Österreich - RIS und die verbindliche elektronische Kundmachung von Rechtsvorschriften ab 2002. Als Reaktion auf eine Entscheidung des Verfassungsgerichtshofes wurde dieses Kundmachungssystem einige Jahre später ausgedehnt auf die Grundlagenverträge (Gesamtverträge) zwischen Sozialversicherung und Medizinberufen in Österreich (Ärzte, Zahnärzte, Apotheker, gewerbliche Anbieter etc.). In diesem Zusammenhang scheint er im elektronischen Kundmachungssystem als Verantwortlicher für mehrere Hundert amtliche Kundmachungen der Sozialversicherung auf.
Im Zusammenhang mit diesen Arbeiten war er 1995 Berichterstatter zum Thema „Dokumentation des Sozialversicherungsrechts“ in der Kommission zur Vorbereitung der Neuerlassung der Sozialversicherungsgesetze. Der Bericht ist in der Dokumentation des österreichischen Sozialversicherungsrechts Sozdok veröffentlicht.
In der Festschrift zu seinem 60. Geburtstag wurde er 2015 als „Protagonist der Rechtsinformatik seit den Neunzigerjahren“ geschildert.
Zu seinen Interessen gehören Funk- und Eisenbahngeschichte, wo er auch an einschlägigen Projekten mitwirkt. So schien er im Team der DVD-Ausgabe der historischen Zeitschrift „Die Lokomotive“ auf und ist Mitglied des Vorstandes des Rundfunkarchives „dokufunk“. Er scheint auf der Liste der Spender für die Vergoldung der Kuppel der Sezession in Wien auf und ist Teilnehmer von Veranstaltungen mit juristischem oder rechtsinformatischem Schwerpunkt, wo er auch Vorträge hielt, wie z. B. mehrfach beim Internationalen Rechtsinformatik-Symposion IRIS in Salzburg.

## Auszeichnungen
- 1997 Im Sommersemester Gastprofessor an der Wirtschaftsuniversität Wien mit dem Thema Rechtliche und rechtspolitische Grundfragen des Sozialversicherungsrechts in Österreich.[29]
- 2015 Festschrift[30] und Veranstaltung[31] zum 60. Geburtstag.
- 2017 Berufstitel Professor.[32]
- 2020 Ehrennadel der österreichischen Sozialversicherung.[33]

## Publikationen
Hier nur ein Auszug, zur vollständigen Publikationsliste siehe die Festschrift S. 295–296. Die Beiträge in der Fachzeitschrift Soziale Sicherheit (SozSi, ISSN 0038-6065) sind abrufbar im elektronischen Zeitschriftenangebot der Österreichischen Nationalbibliothek ANNO (mit Volltextsuche).
- Wider den Strich gebürstet? Erfahrungen - mit einer an sich sehr guten Organisation. In: Beate Hartinger-Klein, Josef Souhrada, Lukas Stärker (Hrsg.): Soziale Sicherheit und zukünftige Herausforderungen. Lit-Verlag, Wien 2024, ISBN 978-3-643-51196-6, S. 215–258.
- Materielle Legistik ist nicht alles. Von organisatorischen Rahmenbedingungen im Sozialrecht. In: Wolfgang Kozak, Elias Felten, Rudolf Mosler, Susanne Auer-Mayer: Festschrift für Christoph Klein: Arbeits- und Sozialrecht als Haltung. ÖGB Verlag, Wien 2024, ISBN 978-3-99046-722-0, S. 255–268 (mit Josef Probst).
- Zur Geburt des Gesetzes aus dem Geist der Quadrille … In: Günther Schefbeck, Hanna Maria Kreuzbauer, Meinrad Handstanger: Strukturen und Symbole des Rechts. Festschrift für Friedrich Lachmayer. Editions Weblaw, Bern 2023, ISBN 978-3-03916-189-8, S. 339–358.
- Zum Urheber in der Rechtsinformatik. In: Erich Schweighofer, Jakob Zanol, Stefan Edler (Hrsg.): Rechtsinformatik als Methodenwissenschaft des Rechts. Tagungsband des 26. Internationalen Rechtsinformatik Symposions IRIS 2023 in Salzburg. Editions Weblaw, Bern 2023, ISBN 978-3-9859571-4-9, S. 99–108 (mit Beate Maier-Glück).
- Verbindlichkeit gemeinsamer Planung in der österreichischen Gesundheitsreform. Anmerkungen zu § 23 G-ZG und § 338 Abs. 2a ASVG. In: Christoph Kietaibl, Rudolf Mosler, Harun Pačić: Gedenkschrift Robert Rebhahn. Manz, Wien 2019, ISBN 978-3-214-14818-8, S. 467–488 (mit Josef Probst).
- mit Beate Glück, Martin Zach: Mehr Effizienz durch weniger Parallelgesetzgebung in den Sozialversicherungsgesetzen.: Soziale Sicherheit, Jahrgang 2017, Zeitschrift für Sozialversicherung, S. 32–40 (online bei ANNO).
- Ausweitung des legislativen Kontextes – Nicht alles, was gilt, ist auch so kundgemacht. Die klare Absicht des Gesetzgebers ist nach § 6 ABGB ein Auslegungskriterium – aber wer ist der Gesetzgeber? In: Beate Glück (Hrsg.): Konsolidierung von Rechtsvorschriften. Über den buchstäblichen und lesbaren Text von Gesetzen. ÖGB Verlag, Wien 2015, ISBN 978-3-99046-133-4, S. 147–162. 2. Aufl. Wien 2023, ISBN 978-3-99046-657-5, S. 157–180.
- Datenschutzorganisation in der Sozialversicherung. Datenschutz konkret – dako. Verlag Manz, Wien. ISSN 2313-5409, Heft 5/2015, S. 108–112.
- Zur Gesetzestechnik im Sozialrecht. In: Erich Schweighofer, Meinrad Handstanger, Harald Hoffmann, Franz Kummer, Edmund Primosch, Günther Schefbeck, Gloria Withalm: Zeichen und Zauber des Rechts. Festschrift für Friedrich Lachmayer. Editions Weblaw, Bern 2014, ISBN 978-3-906029-89-4, S. 281–298.
- Kommentierung organisationsrechtlicher Bestimmungen. In: Martin Sonntag (Hrsg.): Allgemeines Sozialversicherungsgesetz ASVG. (Jahreskommentar JAKOM ASVG), 1. bis 12. Auflage, Linde, Wien, 2010–2021, ISBN 978-3-7073-3969-7.
- Allgemeines Sozialversicherungsgesetz – Textausgabe mit Ergänzungslieferungen. ÖGB-Verlag, Wien ab 2012, ISBN 978-3-7035-1440-1 (mit Bernhard Achitz, Winfried Pinggera).
- Ärzteverträge der Sozialversicherung im Internet. In: Erich Schweighofer, Franz Kummer: Europäische Projektkultur als Beitrag zur Rationalisierung des Rechts. Tagungsband des 14. Internationalen Rechtsinformatik Symposions IRIS 2011 Salzburg. Österreichische Computer Gesellschaft OCG 2011. books@ocg.at Band 278, ISBN 978-3-85403-278-6, S. 487–494 (mit Michaela Gmoser).
- Gesundheitspolitik – Selbstverwaltung in der Krise? In: Andreas Khol: Österreichisches Jahrbuch für Politik 2007. Böhlau, Wien 2008, ISBN 978-3-205-78082-3, ISSN 0170-0847, ZDB-ID 550996-8, S. 313–326 (mit Josef Kandlhofer).
- Handbuch Werkverträge. Astoria Verlag/Verlag des ÖGB Wien 1996, ISBN 978-3-7035-0590-4 (mit Wolfgang Adametz, Josef Schachinger, Werner Sedlacek).
- eSV - elektronische Sozialversicherung. In: Elisabeth Dearing, Hans Hack, Hermann Hill, Helmut Klages: Spitzenleistungen zukunftsorientierter Verwaltungen. Eine Dokumentation zum 7. Internationalen Speyerer Qualitätswettbewerb. (Preisträger im Bereich „Partnerschaftliche Wahrnehmung öffentlicher Aufgaben“). Neuer Wissenschaftlicher Verlag, Wien-Graz 2005, ISBN 3-7083-0317-2, S. 57–58 (mit Christian Schuller).
- Die e-card der Sozialversicherung, Anmerkungen zu einem neuen Medium. Arbeits- und Sozialrechtskartei ASoK, Jahrgang 2005, Heft 8, ISSN 1027-7269, S. 246–250.
- Verträge zwischen ABGB und Verfassungsrecht – Vertragspartnerrecht der Sozialversicherung im Lichte einiger Entscheidungen des VfGH. In: Gerhard Kuras, Matthias Neumayer, Anton Spenling: Beiträge zum Arbeits- und Sozialrecht. Festschrift für Peter Bauer, Gustav Maier und Karl Heinz Petrag. Manz, Wien 2004, ISBN 3-214-00134-5, S. 429–446 (mit Josef Kandlhofer).
- Sozialversicherungsdaten in der staatlichen Verwaltung. In: Roland Traunmüller, Alfred Taudes u. a. (Hrsg.): Von der Verwaltungsinformatik zum E-Government. Festschrift Arthur Winter zum 60. Geburtstag, ADV-Handelsgesellschaft, Wien 2004, S. 511–529.
- Rechtsverbindliche Kundmachung im Internet – www.avsv.at. In: Erich Schweighofer, Thomas Menzel, Günther Kreuzbauer: IT in Recht und Staat, Aktuelle Fragen der Rechtsinformatik 2002. Tagungsband des Internationalen Rechtsinformatik Symposiums IRIS vom Februar 2002 in Salzburg. Verlag Österreich, Schriftenreihe Rechtsinformatik Band 6, Wien 2002, ISBN 3-7046-3827-7, S. 175–189
- Pflichtversicherung oder Versicherungspflicht in der Krankenversicherung – Gedanken zwischen Recht und Volkswirtschaft. In:  Fachzeitschrift Soziale Sicherheit, Jahrgang 2001, S. 133–146 (anno.onb.ac.at).
- SozDok neu – Dokumentation des Sozialversicherungsrechts im Internet. In: Erich Schweighofer, Thomas Menzel, Günther Kreuzbauer (Hrsg.): Auf dem Weg zur ePerson, aktuelle Fragestellungen der Rechtsinformatik 2001. Schriftenreihe Rechtsinformatik, Band 3, Verlag Österreich, Wien 2001, ISBN 3-7046-1719-9, S. 131–141.
- Schiedskommissionen und Vertragspartnerrecht in der österreichischen Sozialversicherung. ÖGB-Verlag, Wien 1983, ISBN 3-7035-0259-2 (mit Alois Dragaschnig).